# Haradzisjtjanski rajon
Haradzisjtjanski rajon (belarusiska: Гарадзішчанскі раён)  var en rajon i Belarusiska SSR, Sovjetunionen mellan 1940 och 1962. Den låg i Brests voblast och hade Haradzisjtja som centralort. Den blev en del av Baranavitski rajon